# ToD
Pour les articles homonymes, voir Merlo.
Yoan « ToD » Merlo (né le 20 mars 1985) est un joueur professionnel français des jeux de stratégie en temps réel Warcraft III (jouant la race Humain) et Starcraft II (jouant la race Protoss). Membre de nombreuses équipes de 2003 à 2012, il a été deux fois Champion de France de Warcraft III. Faisant partie des joueurs professionnels les plus récompensés de Warcraft III, il s'est entièrement consacré à StarCraft II à partir de la sortie du jeu, avec un succès plus mitigé.

## Biographie

### L'ère Warcraft III

#### Débuts en France
Avant de jouer à Warcraft III, Yoan jouait à d'autres jeux comme StarCraft: Brood War et Counter-Strike. Il joue notamment dans l'équipe française MaSsE et prend le pseudonyme ToDoNte. Ses coéquipiers l'appellent ToD qui restera son pseudonyme pour la suite de sa carrière. Il commence à jouer à haut niveau à Warcraft III pour le compte de l'équipe M@gic, équipe principalement composée de ses anciens coéquipiers de Starcraft: Brood War. C'est alors tout naturellement qu'un duo se forme, celui de ToD et OvErMiNd. Ce dernier lui apprend les bases du jeu et lui suggère le choix de la race "Humain" car le double champion des WCG Starcraft Lim "Boxer" Yo-Hwan  joue la même race. Très rapidement ce duo s'impose comme la meilleure équipe de 2vs2 en France et dans le Monde, ils prendront la première place du Ladder 2vs2 Warcraft III Europe qu’ils conserveront pendant plus d' 1 an en restant pratiquement invaincu et en surclassant la totalité de leurs adversaires.
Peu de temps après la sortie du jeu, il participe à un tournoi organisé par la salle parisienne de l'ArmaTeam (l'Armageddon) avec son coéquipier OvErMiNd pour le compte de l’équipe M@gic représentant le Cybercafé (M@gic Café) à Marseille et dirigé par un certain Jean-Marc "Bjoran" Gaudin. Le tournoi sponsorisé par Intel sera finalement remporté haut la main par OvErMiNd (2e Valhalla, 3e InToX), qui conforte alors son statut de favori et de meilleur joueur de France. Yoan quant à lui finira dans les dernières places voyant ainsi ses chances de rejoindre la future équipe « ArmaTeam » réduite à néant et sa carrière dans le milieu fortement compromise. C'est alors qu' OvErMiNd, tout juste recruté par L'ArmaTeam après sa victoire, fait pression sur Lwellys pour qu'il recrute Tod avançant les arguments que les futurs matchs se joueront en BO5 (3*1v1 et 2*2v2) et que le duo OvErMiNd-ToD déjà bien rodé et classé n°1 serait un atout majeur pour l’équipe. Pari gagné, le duo, qui reprend rapidement la 1re place du Ladder Europe sous le nom ArmaTeam, ne perdra aucun match officiel pour le compte de l’équipe et permettra également à cette dernière de gagner in extremis de nombreux matchs sur le score de 3/2. Durant l’année 2003, OvErMiNd, par lassitude et par manque de challenge mettra fin à sa carrière, laissant ainsi ToD continuer son aventure Warcraft III en solo. ToD obtient la quatrième place des Electronic Sports World Cup 2003 sous les couleurs d'ArmaTeam.
À la suite de ce résultat, et alors qu'ArmaTeam est soumise à des tensions internes, Yoan rejoint l'équipe allemande SK Gaming en août 2003. Pendant ce temps, il participe à différents tournois sur toute la planète, comme ceux organisés par la Cyberathlete Professional League et par Cyber X Games, ce qu'il continue de faire aujourd'hui. Au bout de six mois, il réintègre ArmaTeam.

#### La Corée du Sud
Plusieurs mois après avoir réintégré ArmaTeam, l'équipe britannique Four Kings lui propose de rejoindre la structure dans le but de participer aux compétitions à la Mecque du sport électronique : la Corée du Sud. Le 16 septembre 2004, l'équipe constituée de Manuel "Grubby" Schenkhuizen, Dae Fov Hui Cho, Sebastian FuRy Pesic et Ivica Zeus Markovic emménage à Séoul. Yoan participe à plusieurs compétitions télévisées organisées par Ongame (en) et MBCGame (en).
ToD est le joueur de l'équipe ayant les meilleurs résultats dans ces tournois : il finit troisième aux World Cyber Games (WCG) 2004, et une seconde place au Samsung European Championships (SEC) en 2005. Il restera en Corée pendant près d'un an, participant à deux saisons des World e-Sports Games (en) suivant et précédant les compétitions télévisées. À ce moment, l'équipe Warcraft III de Four Kings (4K) gagne la réputation de meilleure équipe du monde, étant invaincue dans la Warcraft III Champions League pendant une saison ; elle est également reconnue comme l'équipe d'e-Sport de l'année 2005.

#### Retour en France
Fin 2005, il rentre en France et finit la saison 2005 en se qualifiant pour les WCG 2005 où il finit quatrième. L'année suivante, il prend à nouveau la seconde place des SEC, avant de participer à un tournoi de un mois à Hangzhou en Chine : "The Master édition of the World e-Sports Games".
Il prend la première place et remportant ainsi 31 000$, le plus gros prix jamais décerné pour une compétition de Warcraft III. Il continue à montrer de bons résultats tout le long de la saison en prenant la seconde place aux tournois majeurs en Chine comme le "World e-Sport Festival" et "KODE5". Il finit l'année en prenant la seconde place aux WCG 2006 en perdant face à Li "Sky" Xiaofeng (en) en finale. Il est extrêmement bien classé.

#### La Chine
À cette époque, les plus gros tournois de WarCraft III se déroulent en Chine. En septembre 2006, ToD s'installe à Pékin avec le joueur suédois SaSe pour s'entraîner et pour participer plus facilement aux différentes compétitions. En 2007, il finit à nouveau second du SEC et il remporte les Electronic Sports League (ESL) Extreme Masters et le Blizzard Worldwide Invitational, l'évènement le plus important de l'année. Sa réputation souffrira quelque peu à la suite de son refus de participer à plusieurs compétitions, comme les ESWC en France (en raison du double aller-retour entre la Chine et la France), ainsi que les WSG en Corée du Sud (à la suite d'une incompréhension entre le joueur et les organisateurs) Cela ne l'empêchera pas d'être élu meilleur joueur WarCraft III de l'année 2007 aux Esports Awards .
Le 7 novembre 2007, ToD met fin à son contrat avec "Four Kings" pour des raisons inconnues. Il expliqua plus tard dans une interview que les résultats insatisfaisants de "Four Kings" étaient la véritable raison de son départ. Après de nombreuses spéculations, ToD a rejoint l'équipe allemande Mousesports le premier décembre 2007.
Il est l'un des meilleurs joueurs de Warcraft III, ayant remporté, entre autres, les World e-Sports Games, la Blizzard Worldwide Invitationnal et la Cyberathlete Professional League 2005. Il a aussi remporté les médailles de bronze des World Cyber Games 2004 et d'argent des World Cyber Games 2006. Outre 2007, il aura également été nommé en 2006 et en 2008 dans la catégorie des meilleurs joueurs de Warcraft III pour les eSports Awards.

### L'ère Starcraft II

#### Nouveaux débuts
ToD a commencé à jouer à Starcraft II durant la bêta, mais a réellement fait la transition entre Warcraft III et le nouveau jeu en novembre 2010. Il est réputé pour avoir une excellente micro-gestion, héritage de son expérience sur WarCraft III. Il rejoint l'équipe française Millenium le 9 janvier 2011, et s'impose rapidement comme l'un des meilleurs joueurs français, avec une seconde place à la Spirit Lan #8. Néanmoins, le 1er mai 2011, ToD et Millenium se séparent d'un commun accord, les deux parties étant déçues par ce qu'elles s'apportaient l'une à l'autre.
Yoan participe ensuite à la compétition française "eOSL Summer 2001" où il montera sur la 3e marche du podium (1er de poule, défaite face à SarenS en demi-finale, et victoire 3 à 0 contre Origine en petite finale).
Il participe également à la compétition allemande "HomeStory Cup III", son premier évènement offline majeur de sa carrière StarCraft II. Malgré une victoire sur le Suédois ThorZaIN, il est rapidement éliminé en playoffs, battu par le futur vainqueur de la compétition, le canadien HuK, puis par SaSe.
En juillet 2011, ToD gagne sa place pour les WCG 2011 en remportant les qualifications France, après avoir notamment battu Adelscott et SarenS. Après ce succès, ToD fait son retour chez Millenium. À la fin du mois, il remporte les EPS X en s'imposant face à Adelscott en finale du tournoi.
En août 2011, il participe à la compétition nord-américaine MLG Anaheim. Il commence le tournoi par une victoire sur le score de 2 à 0 contre le joueur Protoss coréen Alicia, devenant ainsi le premier non-Coréen à battre un joueur Code S en "BO7". Au match suivant, il perd face à CatZ en "Upper Bracket" mais poursuit sa route à travers le "Lower Bracket" en éliminant sur son passage une nouvelle fois Alicia, ainsi qu'OpTiKzErO et Stalife. Il est finalement éliminé dans le "Main Bracket" par Choya, un autre joueur Protoss coréen.

#### Retour en Corée
Le 8 septembre 2011, ToD quitte Millenium pour la seconde fois après quatre mois de collaboration, expliquant son choix par une divergence d'objectifs avec la structure française. Le même jour, il annonce sur son stream qu'il part s'entraîner en Corée du Sud durant plusieurs mois. Deux jours plus tard, l'équipe Fnatic annonce le recrutement de ToD.
Durant les semaines qui suivent son départ pour la Corée, ToD enchaîne les succès : 2e place au SCAN Invitational #1 (victoires contre Strelok et TLO, et défaite contre son ancien coéquipier français Stephano en finale). Deux semaines après, il participe au SEC en Pologne, et réussit à atteindre la finale où il est battu une nouvelle fois par un joueur Zerg, le polonais Nerchio, après un match serré. La semaine suivante, il revient brièvement en France et remporte la PxL Lan #31, battant en finale le surprenant Kamikaze.
De retour en Corée, il participe aux WCG 2011 en décembre. Avec un décevant record de 1-5 en phase de poule, le joueur français finit dernier de son groupe. Un mois plus tard, il tente de se qualifier pour la Saison 1 de la Global StarCraft II League (GSL) mais c'est une nouvelle déception puisqu'il est éliminé en tours préliminaires par Creator.
Le 14 janvier 2012, ToD annonce avec desRow le lancement du JToD (une session ladder streamée durant laquelle il reçoit des invités qui lui posent des questions sur la partie en cours) tous les dimanches.
Le 5 mars, le joueur Protoss s'installe dans la "Gaming House" Fnatic. Durant les mois qui suivent, malgré un entraînement intensif sur le ladder coréen, les résultats ne sont toujours pas au rendez-vous. Le 15 juillet, ToD et Fnatic mettent un terme à leur collaboration.

#### Séjour aux États-Unis
Le 11 août 2012, ToD traverse l'océan Pacifique et rejoint "ROOT Gaming". Il s'installe à la Razer House en Californie du Sud. Cette expérience au sein de la « ROOT family » lui permet de retrouver la motivation.
En juillet 2012, il remporte les qualifications Europe pour l'IPL 5 en battant White-Ra en finale. En décembre, aux IPL 5, il est éliminé au 1er Round du "Winner Bracket" par viOLet sur le score de 2 à 0 (le Zerg coréen finira second du tournoi). En "Loser Bracket", il passe les deux premiers tours éliminant Hendralisk et Caliber avant d'être sorti par Sniper (un autre Zerg coréen qui remportera la GSL Saison 5 2012).
Le 6 décembre 2012, ToD et ROOT se séparent en bons termes. Le joueur Protoss est contraint de rentrer en France, n'ayant pas réussi à obtenir un visa de travail aux États-Unis. De retour en Europe, ToD participe à la HomeStory Cup VI fin décembre, où il est éliminé lors de la première phase de poule, après avoir été battu 2-0 par MaNa et 2-1 par ClouD.

#### Carrière de commentateur
ToD commence une carrière de commentateur de Starcraft en octobre 2012 en participant à Iron Squid 2. Il commente en anglais les parties des tournois qualificateurs et les différents showmatchs. Il diffuse ensuite plusieurs petits tournois en anglais comme en français. Il met en ligne sur YouTube la plupart des séances de streaming qu'il effectue.
La première semaine de mars 2013, il participe à son premier tournoi majeur en tant que commentateur : la finale de la saison VII des Intel Extreme Masters qu'il commente en anglais aux côtés de James Kaelaris Carrol et de Shaun Apollo Clark.
Le 20 avril 2013, il est annoncé que Tod commentera la league 1 des WCS 2013 Europe avec Kaelaris.
En juillet 2013, ToD est annoncé comme membre de l'aventure MakoZfriends pour MakoZ lui-même lors d'une vidéo YouTube. Il est présenté comme le joueur Protoss pro-gamer de référence du projet. Il quitte l'équipe XMG fin 2014.
En fin d'année 2015, Tod commente les Nation Wars 3 aux côtés de Shaun Apollo Clark et de Alexandre FunKaDeliC Verrier pour le cast anglophone de la compétition.
En 2015, il est commentateur pour l'Electronic Sports League (ESL).
Il explore en parallèle d'autres sources d'activités, il streame sur Twitch, et diffuse des vidéos sur YouTube, majoritairement sur le jeu Warcraft III.

## Équipes

### Warcraft III
- ArmaTeam (- août 2003, puis 26 février 2004 - 16 septembre 2004)
- SK Gaming (août 2003 - 26 février 2004)
- Four Kings (16 septembre 2004 - 7 novembre 2007)
- Mousesports (1er décembre 2007)

### StarCraft II
- Millenium (9 janvier 2011 - 1er mai 2011, puis juillet 2011 - 8 septembre 2011)
- Fnatic (10 septembre 2011 - 15 juillet 2012)
- ROOT (11 août 2012 - 6 décembre 2012)
- XMG[24] (avril 2013 - )

## Palmarès
Au début de 2013, les gains en tournois de ToD s'élèvent à 82 000 $ sur Warcraft III (cinquième joueur ayant gagné le plus de gains en tournoi) et à 10 000 $ sur Starcraft II (125e joueur ayant gagné le plus de gains en tournoi).

### Warcraft III

#### 2003
- 4e ESWC Poitiers ( France)
- Champion de France (Reign of Chaos)

#### 2004
- Vice-champion de France avec ArmaTeam (The Frozen Throne)[26]
- 5e~8e ESWC Poitiers ( France)
- 3e WCG, San Francisco ( États-Unis)

#### 2005
- 2e Samsung Euro Championship
- 2e CIG, Shanghai
- 1er Cyberathlete Professional League Summer, Dallas ( États-Unis)
- 2e Clanbase 1on1 Eurocup, Amsterdam ( Pays-Bas)
- 3e Blizzcon, Los Angeles ( États-Unis)
- 4e WCG, ( Singapour)
- 2e China Internet Gaming, Shanghai ( Chine)

#### 2006
- Champion de France (The Frozen Throne)
- 2e WC3L Season IV avec Four Kings, Oberhausen ( Allemagne)
- 1er WC3L season VII avec Four Kings, Cologne ( Allemagne)
- 1er WC3L season VIII avec Four Kings, Cologne ( Allemagne)
- 2e Samsung Euro Championship, Hanovre ( Allemagne)
- 3e GGL transatlantic showdown 2on2, New York ( États-Unis)
- 1er WEG (en) Masters invite, Hangzhou ( Chine)
- 2e E3 Vsportsallerar GGL, Los Angeles ( États-Unis)
- 2e StarsWar 3 avec team Europe, Xi'an ( Chine)
- 5e~8e ESWC, Paris Bercy ( France)
- 2e WEF, Qingdao ( Chine)
- 3e NGL-One Playoffs season I avec Four Kings ( Allemagne)
- 2e KODE5 Finals, Pékin ( Chine)
- 2e WCG, Monza ( Italie)

#### 2007
- 4e Season IV Blizzard playoffs, , Cologne ( Allemagne)
- 1er WC3L season X avec Four Kings, , Cologne ( Allemagne)
- 1er Extreme Masters playoffs ( Allemagne)
- 1er WarCraft Worldwide Invitational ( Corée du Sud)
- 1er Season V Norstend (Europe) Qualifier ( Allemagne)
- 2e WC3L season XI avec Four Kings, Hambourg ( Allemagne)
- 2e Erarswar IV avec team Europe, Shanghai ( Chine)
- 4e PGL Invite, Pékin ( Chine)
- 3e NGL-One Playoffs, Leipzig ( Allemagne)
- 1er Extreme Masters Supercup vs HasuObs ( Allemagne)
- 2e IEER, Beijing ( Chine)
- 2e WGT, Beijing ( Chine)
- 1er Super Wednesday, Xi'an ( Chine)
- 1er IEF Masters ( Chine)

#### 2008
- 2e Extreme Masters playoffs
- 3e ESWC Masters de Paris ( France)
- 3e IEF, Wuhan ( Chine)
- 1er WGT ( Chine)

### Starcraft II
- 2e Spirit Lan 8
- 1er Millenium Cup
- 1er GamCreds Cup#14
- 1er WCG 2011 Qualifiers France
- 1er ESL Pro Series France X
- 2e Scan Invitational#1
- 1er PxL-Lan #31
- 3e RaidCall Invitational#1
- 2e PxL-Lan #33
- 4e TSL4 EU/NA Qualifier #6
- 2e AZIO RunDown World Cup
- 4e GIGABYTE NVIDIA Invitational #6

#### 2011
- 1er Atomic Re-So
- 3e eOSL Summer
- 1er Samsung European Championship

#### 2013
- 1er Nova Cup IV [27]
- 3e Gamers Assembly 2013
- 2e Championnat francophone saison 2
- 1er PxL#37
- 1er PxL#38
- 1er Championnat francophone saison 3